# 普通章魚
真蛸（Octopus vulgaris）是章魚屬的一种動物。在世界各地的熱帶和溫帶海域皆有分佈，人們經常說的普通八爪魚（普通章魚）就是指這個品種。其种加词“vulgaris”意为“普通的”。

## 特徵
外套膜長度可達25釐米，體長（包括觸手）可達一米，觸手的長度約是軀體（所謂的「頭」）的3倍，不過軀體可以自由伸縮。身體表面的疣密生，皮膚色素細胞全身分佈。能隨周圍環境變更體色和身體長度，在岩石和海藻中表現出很好的擬態。

## 习性
它生活在世界各地的熱帶和溫帶浅海海域，活动深度一般不超过海平面下200米，最适宜的环境温度为15至16°C。在水温较高的时候，它们会潜往较深的海域以躲避高温。

## 外部連結
- Javier Quinteiro, Tarik Baibai, Laila Oukhattar, Abdelaziz Soukri, Pablo Seixas, & Manuel Rey-Méndez, Multiple paternity in the common octopus Octopus vulgaris (Cuvier, 1797), as revealed by microsatellite DNA analysis; Molluscan Research 31(1): 15–20 ; ISSN 1323-5818 （页面存档备份，存于）
- 普通章魚的图片 （页面存档备份，存于）

- 頭足綱資料庫（CephBase）： 普通章魚